# Maoyang (sockenhuvudort i Kina, Zhejiang Sheng, lat 27,72, long 119,38)
Maoyang (kinesiska: 毛垟乡) är en sockenhuvudort i Kina. Den ligger i provinsen Zhejiang, i den östra delen av landet, omkring 290 kilometer söder om provinshuvudstaden Hangzhou. Antalet invånare är 1 552. Befolkningen består av 758 kvinnor och 794 män. Barn under 15 år utgör 13,0 %, vuxna 15-64 år 69 %, och äldre över 65 år 17,0 %.
Runt Maoyang är det ganska tätbefolkat, med 129 invånare per kvadratkilometer. Närmaste större samhälle är Shawan, 16,4 km nordost om Maoyang. I omgivningarna runt Maoyang växer i huvudsak blandskog.
Genomsnittlig årsnederbörd är 2 342 millimeter. Den regnigaste månaden är juni, med i genomsnitt 422 mm nederbörd, och den torraste är oktober, med 61 mm nederbörd.